# Landkreis Hermannsbad
Landkreis Hermannsbad, 1939–1941 Landkreis Nessau, war während des Zweiten Weltkrieges der Name einer deutschen Verwaltungseinheit im besetzten Polen (1939–45).

## Vorgeschichte

### Deutscher Orden (1230 bis 1422)
Das Gebiet um die westpolnische Stadt Nieszawa gehörte von der Gründung der ersten Ordensburg 1230 bis zum Friede vom Melnosee 1422 als Nessau zum Staat des Deutschordenslands.

### Provinz Südpreußen (1793 bis 1807)
Nach der Zweiten Teilung Polens gehörte das Gebiet von 1793 bis 1807 vorübergehend zum Kreis Radziejow und zum Kreis Kowal in der preußischen Provinz Südpreußen.

## Verwaltungsgeschichte
Zu Beginn des Zweiten Weltkrieges besetzten deutsche Truppen den westpolnischen Powiat Nieszawa, die Kreisstadt Nieszawa wurde am 12. September 1939 eingenommen.
Am 26. Oktober 1939 wurde der Powiat unter der Bezeichnung Landkreis Nessau (ab dem 21. Mai 1941: Landkreis Hermannsbad) an das Deutsche Reich angeschlossen, was als einseitiger Akt der Gewalt völkerrechtlich aber unwirksam war. Der Landkreis wurde Teil des Regierungsbezirkes Hohensalza im Reichsgau Wartheland.
Sitz des deutschen Landratsamtes wurde die Stadt Aleksandrów Kujawski.
Mit dem Einmarsch der Roten Armee im Januar 1945 endete die deutsche Besetzung.

## Politik

### Landkommissar
1939–9999: ?

### Landräte
1939–1941: ?
1941–1945: Heinz Siepen

## Kommunale Gliederung
Die Ortschaften im Landkreis Hermannsbad waren zuerst in 17 Amtsbezirken zusammengefasst. Am 1. Januar 1942 wurde der Amtsbezirk Ciechocinek zur Stadt nach der Deutschen Gemeindeordnung von 1935 ernannt, am 1. Oktober 1942 wurden zwei Amtsbezirke zusammengelegt.

## Ausdehnung
Der Landkreis Hermannsbad hatte eine Fläche von 1296 km².

## Bevölkerung
Der Landkreis Hermannsbad hatte im Jahre 1941: 118.001 meist polnische Einwohner.
Die deutschen Besatzungsbehörden vertrieben zwischen dem 1. Dezember 1939 und dem 31. Dezember 1943 fast 12.000 Polen aus dem Gebiet.
Die jüdische Bevölkerung wurde bis 1942 im Vernichtungslager Chełmno ermordet.
Die vorübergehend angesiedelten Deutschen flohen gegen Ende der Besetzung wieder.

## Ortsnamen
Es erfolgten zunächst eigenmächtige Eindeutschungen durch lokale Besatzungsbehörden, bis auf Leslau und Brest handelte es sich meist um lautliche Angleichungen, Übersetzungen oder freie Erfindungen. Am 18. Mai 1943 erhielten alle Orte mit einer Post- oder Bahnstation im Wartheland auch offiziell deutsche Namen, wobei es zu Abweichungen kam.
Liste der Städte und Amtsbezirke im Landkreis Hermannsbad:
| polnischer Name      | deutscher Name (1939–1945)                              | polnischer Name   | deutscher Name (1939–1945) |
| -------------------- | ------------------------------------------------------- | ----------------- | -------------------------- |
| Aleksandrów Kujawski | 1939–1943 Alexandrow (Weichsel) 1943–1945 Weichselstädt | Nieszawa          | Nessau                     |
| Bądkowo              | Bondkau                                                 | Osięciny          | Ossenholz                  |
| Boguszyce            | Bogenschütz                                             | Piotrków Kujawski | Petrikau                   |
| Bytoń                | Bütten                                                  | Raciążek          | Radensburg                 |
| Ciechocinek          | 1941–1945 Hermannsbad                                   | Radziejów         | Rädichau                   |
| Czamanin             | Czamanin                                                | Ruszkowo          | Ruszkowo                   |
| Koneck               | Koneck                                                  | Sędzin            | Sendin                     |
| Lubanie              | Liebingen                                               | Służewo           | Schlusau                   |